# Alfonso Albalá
Alfonso Albalá (n. Coria (Cáceres); 1924 - f. Madrid; 1973) fue un escritor y periodista español. 

## Biografía
Pasó su infancia en su ciudad natal de Coria. Estudió el bachillerato en la ciudad de Cáceres. Inició la carrera de Derecho que pronto abandonó para estudiar Filosofía y Letras, su verdadera vocación, en la Universidad Central de Madrid, donde obtuvo el título de licenciado en Filología Románica.
Como periodista, trabajó en los diarios Informaciones y Ya.
Fue profesor de la Escuela de Periodismo de la Iglesia y de la Facultad de Ciencias de la Información de la Universidad Complutense de Madrid, en el momento de su creación. Por eso, la primera promoción de esa Facultad llevó el nombre de "Promoción Alfonso Albalá".
Como escritor, dejó una interesante obra literaria, compuesta por poesía (reunida en dos ocasiones como Poesía Completa), novelas (agrupadas en la trilogía Historias de mi guerra civil), ensayo  e incluso teatro. Perteneció a la generación de "los niños de la Guerra" y mantuvo una fructífera relación literaria e intelectual con personas tan dispares como  José Manuel Caballero Bonald, José Luis López Aranguren, Rafael Sánchez Ferlosio, Medardo Fraile, Concha Lagos, Pepi Sánchez, Manuel García Viñó, Vintilă Horia, Alfonso Sastre, Alfonso Paso, Pedro de Lorenzo, María Dolores de Asís, Luis Jiménez Martos, etc.
Está considerado entre los mejores novelistas en español, con su novela Los días del odio.
Casó en Salamanca con Josefina Hernández Guijarro, también de origen cacereño, y tuvo tres hijas.
Las ciudades de Coria y Cáceres tienen calles que llevan su nombre. El 21 de abril de 2017, el Alcalde de Coria anunció la creación del Premio de Poesía Alfonso Albalá, en el marco del homenaje celebrado con motivo de la donación de su biblioteca personal a la Biblioteca Municipal.

## Obra

### Poesía
- 1949 Desde la lejanía
- 1952 Umbral de armonía. Accésit del Premio Adonais 1951.
- 1966 El friso

### Novela
- 1968 El secuestro
- 1969 Los días del odio

### Ensayo
- 1970 Introducción al periodismo

### Publicaciones póstumas
- 1979 El fuego (novela)
- 1979 Sonetos de la sed y otros poemas (poesía)
- 1998 Poesía completa, Ayuntamiento de Coria. Edición de María José, Paloma y Gracia Albalá. Prólogo de Manuel Alvar, de la Real Academia Española.
- 2005 Memorial del piano (novela), Editora Regional de Extremadura. Edición y prólogo de Gregorio Torres Nebrera.
- 2014 Poesía completa, Editora Regional de Extremadura. Edición de María José, Paloma y Gracia Albalá. Prólogo de Manuel Alvar, de la Real Academia Española.